# Villa de San Antonio (kommun)
Villa de San Antonio är en kommun i Honduras.   Den ligger i departementet Departamento de Comayagua, i den sydvästra delen av landet, 40 km nordväst om huvudstaden Tegucigalpa. Antalet invånare är 16 758.